# Możność chęciom niedostała
Możność chęciom niedostała (ang.: She Would If She Could) – komedia George'a Etherege'a z 1668 roku.

## Okoliczności powstania komedii
Możność chęciom niedostała powstała na fali powodzenia Etherege'a odniesionego cztery lata wcześniej komedią Zemsta komiczna. Sztuka została wystawiona w 1668 roku w teatrze Lincoln's Inn Fields w obecności króla, dworu i całego modnego Londynu. Komedia cieszyła się dużym powodzeniem u publiczności i została powtórzona kilka razy. W premierze uczestniczył Samuel Pepys z żoną, w swoim Dzienniku narzeka, że z powodu frekwencji nie mógł się dostać na parter i musiał przepłacić miejsce w loży. Sukces utworu nie skłonił autora do kontynuowania kariery literackiej. Otrzymawszy jeszcze w tym samym roku stanowisko w dyplomacji wyjechał na placówkę do Stambułu.

## Osoby
| Osoba              | Jej rola w dramacie              |
| ------------------ | -------------------------------- |
| Sir Oliver Cokwood | wielki szlachcic                 |
| Sir Joslin Loly    | jego sąsiad                      |
| Pan Courtall       | zacny miejski kawaler            |
| Pan Freeman        | zacny miejski kawaler            |
| Pani Gazette       |                                  |
| Milady Cockwood    | żona sir Olivera                 |
| Ariana             | młoda dama, krewna sir Joslina   |
| Gatty              | młoda dama, krewna sir Joslina   |
| Sentry             | panna respektowa milady Cockwood |
| Pani Trinket       |                                  |
| Pan Rakehall       | rycerz własnego przmysłu         |
| Thomas             | lokaj sir Olivera                |
| Sługa              | pana Courtalla                   |

## Treść
Respektowa milady Cockwood, Sentry, odwiedza pana Courtalla, by go poinformować, że jej pani wróciła ze wsi i zachęcić go, by ją odwiedził. Courtall ukrywa ją przed nadchodzącym mężem lady Cockwood, sir Oliverem. Cockwood przywiózł ze sobą ze wsi towarzysza, sir Joslina Jolly'ego i jego dwie urocze krewniaczki. Mężczyźni umawiają się na wspólny obiad i pijaństwo. Courtall obiecuje Sentry, że wymknie się z gospody i odwiedzi jej panią, gdy sir Oliver będzie już pijany. W drodze do lady Cockwood spotyka z Freemanem dwie młode, zamaskowane panny, z którymi mężczyźni się umawiają. Courtall zmawia się z lady Cockwood na schadzkę następnego dnia, gdy sir Oliver będzie pokutował za swe pijaństwo. Rozpoznaje jednak u niej Arianę i Gatty, panny spotkane na mieście i zmienia plany.
Courtall prosi swą znajomą panią Gazette, by przypadkowo wmieszała się w jego rozmowę z lady Cockwood i przeciągnęła ją do czasu nadejścia na umówione spotkanie Gatty i Ariany. Po czym przekonuje lady Cockwood, że w tej sytuacji nie pozostaje im nic innego jak udać się gdzieś wspólnie. Aby uniknąć przypadkowego spotkania z mężem milady proponuje gospodę Pod Niedźwiedziem. Joslin odwiedza sir Olivera, odbywającego pokutę po wczorajszym pijaństwie w specjalnym stroju wymyślonym dlań przez żonę. Skruszony małżonek daje się namówić na kolejną zabawę z dzierlatkami. Gdy Courtall i Freeman z paniami przybywają Pod Niedźwiedzia, dowiadują się, że sąsiedni pokój wynajęli sir Oliver i sir Joslin. Courtall udaje zaskoczenie spotkaniem, a chwilę później zaprasza do kompanii zamaskowane panie: lady Cockwood, Sentry, Gatty i Arianę. Sir Oliver i Joslin ostro się do nich przystawiają, a kiedy pojawiają się kolejne panie, zamówione przez kolegę Joslina, lady Cockwood mdleje. Zdemaskowany sir Oliver błaga o wybaczenie.
Lady Cockwood wysyła Courtallowi i Freemanowi przez pośrednika sfałszowane listy zapraszające na schadzkę z Gatty i Arianą do królewskiego ogrodu. Następnie próbuje umówić się przez Sentry na tę samą godzinę z Courtallem, by wybadać jego uczucia. Młodzieniec odmawia jej schadzki. Zraniona w swych uczuciach oskarża go przed mężem i oczernia przed Gatty i Arianą. Młode kobiety natykają się na Courtalla i Freemana w ogrodzie królewskim i są oburzone aluzjami o schadzce. Nadchodząca lady Cockwood jeszcze je podjudza. Courtall próbuje pokazać pannom swój list. Przed zdekonspirowaniem lady Cockwood ratuje jej mąż, który po pijanemu wszczyna bijatykę z Courtallem.
Lady Cockwood zwraca się w stronę Freemana. Kiedy młodzieniec ją odwiedza zjawia się Courtall, który chce wyjaśnić przyczynę napaści ze strony sir Olivera. Lady Cockwood ukrywa Freemana w alkowie, a w chwilę później Courtalla pod stołem w obawie przed nadchodzącym mężem. Kiedy zjawiają się jeszcze Gatty i Ariana, ekspediuje Courtalla do alkowy. Młode kobiety zwierzają się sobie wzajemnie z miłości do młodzieńców, po czym odkrywają ich obecność w alkowie. Courtall ratując honor gospodyni zrzuca winę na Sentry, która jakoby ukryła ich, by mogli podsłuchać zwierzeń Gatty i Ariany. Dochodzi do pojednania pomiędzy bohaterami komedii, a Courtall i Freeman proszą Gatty i Arianę o rękę. Uzyskują zgodę pod warunkiem, że wytrzymają miesięczną próbę stałości.